# Білорусь-2
«Білорусь 2» - спортивно-розважальний телеканал. Канал входить в структуру Національної державної телерадіокомпанії Республіки Білорусь. Раніше на частоті каналу «Білорусь 2» мовив «ДТРК Петербург 5-й канал» і «6ТВК» (Вітебськ). Мовлення здійснюється білоруською та російською мовами. Початок мовлення - 18 жовтня 2003 року. До 13 листопада 2011 телеканал носив назву «ЛАД».

## Дитячі передачі

Логотип телеканалу ЛАД

- «Калиханка» — дитяча вечірня програма
- «Позакласний час» — навчально-пізнавальна програма для школярів
- «Бухта капітанів» — дитячий спортивний телеконкурс
- «Своя компанія» — телевізійний журнал для дітей молодшого шкільного віку

## Серіали
- «Погануля Бетті 2»
- «Грабіжники»
- «Полюби мене знову»
- «Універ»
- «Любов як любов»
- «Інтерни»

## Ведучі
- Олена Бікренева
- Оксана Вечер
- Володимир Воротинський
- Геннадій Давидько
- Олександр Жданович
- Юлія Завгородня
- Віталій Карпанов
- Ганна Квілорія
- Олександр Матафонов
- Артем Махакєєв
- Ольга Медведєва
- Ірина Мойсеєва
- Наталія Нерода
- Світлана Панкратова
- Сергій Прохоров
- Саша Снєгіна
- Микола Стуло
- Володимир Субот
- Олександр Терещенко
- Олег Тітков
- Микола Ходасевич
- Олег Шібеко
- Костянтин Юманіте